# Rogers (Ohio)
Rogers é uma vila localizada no estado norte-americano de Ohio, no Condado de Columbiana.

## Demografia
Segundo o censo norte-americano de 2000, a sua população era de 266 habitantes.
Em 2006, foi estimada uma população de 258, um decréscimo de 8 (-3.0%).

## Geografia
De acordo com o United States Census Bureau tem uma área de
0,6 km², dos quais 0,6 km² cobertos por terra e 0,0 km² cobertos por água.

## Localidades na vizinhança
O diagrama seguinte representa as localidades num raio de 16 km ao redor de Rogers.